# 4時ですよーだ
『4時ですよ〜だ』（よじですよーだ）は、1987年4月6日から1989年9月29日まで毎日放送で放送されていたバラエティ番組である。毎日放送と吉本興業の共同製作。放送時間は毎週月曜 - 金曜 16:00 - 17:00（日本標準時）。

## 概要
この時間帯には1986年10月から半年間、月曜夕方と火曜夕方に心斎橋筋2丁目劇場を会場とした『4時です!心斎橋』という番組が放送されていた。これを帯番組化するにあたり、ダウンタウンなどの同劇場で活躍していた当時の若手芸人たちをメインに置いた、「中高校生のワイドショー」と銘打つ本格的な若者向けのバラエティ番組を制作することになった。その企画に携わったのが、当時吉本興業の社員だった木村政雄、木村の部下で後に吉本の社長となる大﨑洋、後の毎日放送専務取締役で番組プロデューサーの田中文夫である。
浜田雅功は著書『読め!』にて、最初にこの企画が持ち上がった際に「夕方の4時からの放送なんて誰が見るねんと思った」と述懐している。視聴率は番組開始時こそ3%前後と低迷したが、最盛期の平均視聴率は7 - 8%、夏休みに入ると10%を超えるようになり、番組は大変な人気を獲得した。最高視聴率は、平日夕方4時台の視聴率としては驚異的とも言える16%にまで達した。また、女子高生を中心にファンが公開放送に詰め掛けるなど、それまで全くの無名だったダウンタウンらのお笑いタレントが、関西で一気にアイドル的な人気を得るに至った。
司会は、1987年4月から1989年3月までと同年7月から9月までをダウンタウンが、1989年4月から6月までを、番組公募で付けたトリオ名「3ばか大将」と名乗っていた今田耕司、東野幸治、石田靖が担当。また1989年4月以降は金曜日の司会に本木雅弘が加わり、フライデースペシャルとして放送された。
初期は全曜日生放送で、しばらくしてから火曜日と金曜日のみ公開録画に変わった。火曜日放送分は月曜日生放送終了後、金曜日は火曜日に収録したものを、生放送形式（無編集の「撮って出し」）で放送していた。
韓国からの放送を行った回もある。その回では、オープニングの「みんなのってるかい?」を浜田が韓国語で言った。その他の部分は日本語だった。
この番組からダウンタウンのほか、ハイヒール、おかけんた・ゆうた、まるむし商店、非常階段らのお笑いタレントが輩出された。とりわけダウンタウンの東京進出の足掛けとなった番組である。
1987年10月4日から1989年3月12日まで、毎週日曜日の午前10時30分 - 11時30分の枠で、『週刊ダウンタウンおいしいとこスペシャル』と題した60分の総集編が放送されていた。

## 番組終了とその後
ダウンタウンが一時的に司会を降板した理由は、彼らの東京進出の影響であった。当時『森田一義アワー 笑っていいとも!』や『夢で逢えたら』（ともにフジテレビ）など東京の番組でのレギュラー出演が増えつつあり、この状況に対応すべく番組の進行を今田・東野・石田に任せ、ダウンタウンは番組後半の1コーナーのみに出演。そして金曜日の放送には出演しないこととなった。ところが、この改革が結果的に視聴率の低下を招いてしまったため、金曜日を除いてすぐにダウンタウンをメイン司会とする体制に戻され、テコ入れとして金曜の司会進行に本木雅弘を起用した。しかし、同年9月限りで番組は終了することとなった。
最終週は月・火曜は通常枠で、水曜日以後は2時間に拡大して放送した。月曜・火曜の通常放送、並びに「アトミッカスペシャル」と題した水曜日、「永久保存版スペシャル」と題した木曜日は2年半をふり返る企画を放送した。2丁目劇場からの放送は木曜日で終了し、最終回は大阪府吹田市に当時あった毎日放送千里丘放送センター内のミリカホールから公開生放送で行われ、華々しいフィナーレを飾った。最終回の前半はレギュラー陣によるコーナー、後半はダウンタウンのコンサートで構成された。最後のCM明け後のアンコールではダウンタウンがホールの観客席を回った後、レギュラー陣一人一人から花束を受け取った。また、木曜日と最終回の終盤では観客が嗚咽を漏らしながら号泣しただけではなく、ダウンタウンまでもが人目を憚る事なく号泣した姿が画面に映し出された。
1999年にはダウンタウンの東京進出10周年を祝い、また2丁目劇場解体前の最後のイベントとして、『ダウンタウンですよーだ』というスペシャル番組が収録・放送された。
番組終了から20年以上経過した2010年7月、毎日放送は当番組の第1回放送（明石家さんまがゲストだった）のVTRが存在していないことが判明、開局60周年を機に第1回放送の録画テープ所有者の募集とともに当時の思い出のエピソードも募集した。現在、当番組放送時間帯に放送されている『ちちんぷいぷい』で告知された他、毎日放送のホームページでも掲載されていた。当時の出演者による特番『7時ですよーだ』（しちじですよーだ）として、約11年振りに当時を振り返る番組として、2010年9月2日の19:00 - 20:54（『スパモク!!』枠を差し替える形で）に復活してハイビジョン制作で放送。視聴者から寄せられた第1回放送のVTRが放映された。因みに収録場所は、2丁目劇場は既に解体されているので、baseよしもと（現・NMB48劇場）ではなく毎日放送のMBSスタジオ in USJで公開収録が行われた。

## 主な人気・名物コーナー
番組中のコーナーは日替わりで毎日3 - 4コーナーが設けられ、ほぼ半年おきに約半数のコーナーが洗い替えされ、たくさんのコーナーが生まれては消えていった。

### 月曜日 - 木曜日
ダウンタウンの欲望
毎回、前日の放送で発表される条件を満たす一般人数名に、ゲストとして登場してもらうコーナー。

### 月曜日
のりおのこいつはいただきだ!!
国際問題ジャーン!
素人の外国人を相手にジェスチャークイズを繰り広げる。松本はこのコーナーで何故かフリオ・イグレシアスのパロディーキャラ「フリル・ツイトリヤス」などのキャラクターに扮して、人気を得ていた。また、ジェスチャーは本来無言で行わなければならないのに、皆擬音や言葉を発しながらジェスチャーをして、その都度浜田にツッコミを入れられていた。
結成!2丁目バンド
バンド名公募により「うんこちゃんとそのつれバンド」と命名される。ダウンタウン、今田耕司、石田靖、木村祐一らがバンドを結成して生演奏の歌を披露するコーナー。松本がボーカル、浜田はサックスを担当していた。ブルーハーツの曲が演奏されることが多かった（その他に佐野元春等）。後に浜田がバンドを脱退。演歌歌手として再デビューを飾った。

### 火曜日
かかってきなさい!
素人が一発芸を披露するコーナー。このコーナーから、島田珠代（現吉本新喜劇）や、しましまくん（現しましまんず・藤井輝雄）らが発掘された。
後に『森田一義アワー 笑っていいとも!』でダウンタウンが進行を担当していたコーナー「くるならこい!」は、このコーナーと同じく素人に一発芸を披露させるもので、コンセプトが酷似している。
今週のミスです
毎回一人、ミス○○に選ばれた人を呼んで、何のミスかを当てる企画。しかし、解答者のメンバーは全員ボケることに必死で、誰も正解しようとしていなかった。
おばあちゃんの電話倶楽部
毎回1人のおばあちゃんに、番組が事前に用意したテレビ電話を使って登場してもらい、自分の顔の特徴を言って、松本に似顔絵を描いてもらう。描き終わると顔写真が送信されるが、松本がいつも特徴をオーバーに表現しすぎるため、実際の顔とは全く似てないことが普通だった。
私の数字（スージー）
毎回視聴者が登場して、その人にまつわる数字を発表して、それが何の数字かを当てるクイズ。質問タイムが終わるとボブキャッツ・岩瀬雄大扮するピエロ（名前は「スージー」）が大きなびっくり箱の中から飛び出し、踊ってまた箱の中に戻るという意味不明な演出があった。
CMスター・私は誰でしょう?
CMに出演している人をゲストに招き、その人が何のCMに出ているかを当てるクイズコーナー。あるとき松本がボケて「フロスキー（寺田ポンプ製作所の製品）のCMの人」という答えを書いたら、コーナーの最終回で本当にフロスキーのCMに出演していた外国人が出てきた。
クイズタイムチョップ
『クイズタイムショック』のパロディーのクイズコーナーで、司会は東野幸治。解答者は最初に問題のジャンルを選択し、10問連続で出題される問題に答えるが、正解数が3問以下なら解答席の上にセットされた巨大な手にチョップされる。

### 水曜日
恋のサラスポンダ
1組の一般人のカップルが登場し、そのうちの男性が鶏卵をおでこで割るゲームに挑戦するコーナー。数ある生卵の中から見事ゆで卵1個を当てた場合は女性からスキンシップを受けられる。卵割ゲームの前に「どこまでスキンシップが許せるか」をカップルの女性から4段階で聞き出し、その段階に応じて用意される鶏卵の数が増え、ゲームが難しくなるというシステムになっていた。
ダウンタウンと遊ぼう
松本とリンゴがチームに分かれて、子供たちと一緒にゲームをするコーナー。松本とリンゴは毎回さまざまなコスプレをしていた。マツタケに扮した松本が「マッ、タケ〜!」と言うギャグが後に名シーンとして紹介されることがある。
心の扉
お客さんの中からその日の運勢が最悪な人を舞台に呼び、顔が白塗りの怪しい女性占い師・「白女」にお祓いをしてもらう企画。

### 木曜日
2丁目お笑い道場（スペシャル）
いわゆる大喜利コーナーである。座布団を20枚（後期はミニ提灯20個）ためると自分がモデルとなっての記念碑がプレゼントされた。この企画の副賞として松本は小便小僧、浜田は地蔵が作られ、2丁目劇場のロビーに飾られた。
笑道しませう（書道しましょう）
書道の要領で書いた一発ギャグを募集。視聴者の作品は今田耕司が読み上げ、松本がそれに立ち向かうべく一発ギャグを半紙に筆で書いて発表する、という企画。しかし、松本は後期はまともに書道せず、バカボンのパパのネタや、挙句の果てには（書道用の半紙の代わりに）登場メンバーの写真に筆で落書きするなどのネタに終始していた。
わびさび問答
レギュラーメンバーが坊主に扮して、視聴者から送られてきたハガキネタを読むコーナー。ネタが面白ければ「わびさびじゃ〜」と評価されるが、逆にネタがウケなければ「カラスじゃ〜!」と言われ、カラスを頭につけられ（当初はスベるとお仕置きを受ける事になっていたが、お仕置きがエスカレートしすぎてクレームが来たためか、カラスを頭につける形に変更された）、カラスが5つ溜まると次のコーナー（主に「クイズ走って答えろ」のコーナー）とメンバー交代させられるという企画であった。
ホニャマカ退場ゲーム
わびさび問答の後のCM明けに放送されていたコーナー。ハガキに書かれた一言をジェスチャーで表現し、スベると強制退場させられる。
クイズ走って答えろ
ホニャマカ退場ゲームが当時の吉本興業幹部に不評だったため、企画変更してスタートしたコーナー。「わびさび問答」から落ちてきたメンバーが馬に扮し、ルームランナーを走って一定速度以上の速度になるとランプがついて、視聴者がクイズに答えられるという企画。一生懸命走った挙句解答者が答えを間違って馬が怒る、というシーンもしばしば見られた。このコーナーから「わびさび問答」に移された馬メンバーも少なくない。なお、このコーナーは『関口宏の東京フレンドパークII』にある同様のコーナーと非常に似ている。

### 金曜日
金曜ゴールデン劇場
レギュラー陣総出演で約10分間のストーリーコントを披露する。主役は浜田が演じ、松本は弁士として出演していた。
クイズただうんうん
ある言葉を並べ替えて、元の言葉を当てる（アナグラム）というコーナー。コーナー名の由来は「ダウンタウン」を並べ替えると「ただうんうん」という言葉に変わるから、というもの。全身黒タイツ姿で背中に1文字ずつ貼られたメンバーが登場し、正解を当てると移動して答えが出るという仕組みであった。
- 出題例「今田くんは和尚（いまだくんはおしょう）」→正解は「ハクション大魔王（はくしょんだいまおう）」。

この問題が出題されたとき、浜田が「アニメです」というヒントを言ったところ、松本は「ミンキーモモ?」と答えた。
それゆけ!ビンビン
メンバーが体を張っていろんなことに挑戦する。当時関西の番組でよく亜流が作られた『モーレツ!!しごき教室』風企画。
眠れるつもりの美女
浜田が妖精（司会進行）、松本・今田・130Rが王子に扮して、視聴者参加者の「眠れる森の美女」に向かって一発ギャグをし、笑わせたら王子の勝ち、という企画。後期には王子たちが司会進行をジャックするなど、勝手な行動を連発して浜田をキレさせていた（もちろん台本どおりである）。そして、台本どおりとは言え、最終回は視聴者参加者の「眠れる森の美女」と松本とが入れ替わってしまった。

#### その他のコーナー
オッス!DEデート
今田と石田の担当コーナーで、男性視聴者同士の友達を作る。

## 出演者
- ダウンタウン（浜田雅功・松本人志）
- まるむし商店（磯部公彦・東村雅夫）
- おかけんた・ゆうた
- ハイヒール（リンゴ・モモコ）
- 非常階段（シルク・ミヤコ）
- 今田耕司
- 東野幸治
- 石田靖（1988年10月加入）
- 130R（板尾創路・蔵野孝洋〜現ほんこん、1988年10月加入）
- ボブキャッツ（ヒロ〜現吉田ヒロ・雄大）
- オールディーズ（木村祐一・栩野進）
- 亀山房代
- ピンクダック（ミチ・レイコ）
- メンバメイコボルスミ11（ビク・ココ）
- 西川のりお・上方よしお
- ザ・ぼんち（ぼんちおさむ・里見まさと）
- 香川登枝緒
- 本木雅弘（ダウンタウンが東京での仕事が増えた影響で金曜に出演しなくなった為、1989年4月より金曜の司会進行）
- 清水圭・和泉修（1987年4月〜9月）
- 三角公園USA（吉本新喜劇座長・辻本茂雄が所属していたコンビ。相方は阪上司。後期にアシスタントとして出演していた）
- 加藤康裕（当時毎日放送アナウンサー）
- この他、番組内で公募した美少年アイドルグループ「2丁目ナイス小僧」（この中には現在歌手の米倉利紀も一時期在籍）がアシスタントを担当していた。

### ダウンタウンですよーだ
- ダウンタウン（浜田雅功・松本人志）
- ハイヒール（リンゴのみ）
- おかけんた・ゆうた
- 今田耕司
- 東野幸治
- 石田靖
- 130R（板尾創路・蔵野孝洋〜現ほんこん）
- 吉田ヒロ
- 木村祐一
- 亀山房代
- 辻本茂雄
- 山田花子
- 島田珠代
- リットン調査団（藤原光博・水野透）
- 未知やすえ
- 内場勝則

### 7時ですよーだ
- ダウンタウン（浜田雅功・松本人志）
- まるむし商店（磯部公彦・東村雅夫）
- おかけんた・ゆうた
- ハイヒール（リンゴ・モモコ）
- 非常階段シルク
- 今田耕司
- 東野幸治
- 130R（板尾創路・蔵野孝洋〜現ほんこん）
- 吉田ヒロ
- 木村祐一
- リットン調査団（藤原光博・水野透）
- 松井愛（毎日放送アナウンサー）

VTR出演
- 未知やすえ
- 内場勝則
- 辻本茂雄
- 石田靖
- バッファロー吾郎（竹若元博・木村明浩〜現バッファロー吾郎A）
- 矢野・兵動（矢野勝也・兵動大樹）
- その他、エンディングのVTRには当時レギュラー出演しており、現在は鬼籍に入っている非常階段ミヤコと亀山房代が出演している過去の映像が映し出された。
- リットン調査団は『4時ですよーだ』時代は単発出演のみで正式にレギュラーとなったことはなかったが、復活特番では2本とも出演している。

## スタッフ

### 4時ですよーだ
- 構成：寺崎要、萩原芳樹、かわら長介、青木一郎、東野博昭、浜田尊弘、岡崎晴重、大工富明、高須光聖
- ディレクター：前野弘光、浮田哲、永峰修治、佐川昌裕、岡田公伸（MBS）、川本勇（フリー）、山口将哉（CRUSH OUT）
- チーフディレクター：増谷勝己（MBS）
- AP：三村景一（MBS）、中井秀範、竹中功、黍原義和（吉本興業）
- プロデューサー：田中文夫（MBS）、大﨑洋（吉本興業）
- 制作：渡邊一雄（MBS）
- 技術協力：ウエルカム、アイ・ティ・エス、アーチェリープロダクション、サウンドエースプロダクション、サウンドエフェクト
- 美術協力：すくらんぶる、大槻衣裳
- 制作協力：東通企画、エキスプレス、スタッフ21
- 製作著作：毎日放送、吉本興業

### ダウンタウンですよーだ
- 構成：萩原芳樹、かわら長介、前野弘光、大工富明
- TD：森口和恭
- SW：飯田勝康
- CAM：早野昌孝、林謙一郎
- 音声：後藤田利彦
- 照明：前田幸一
- VE：四藤史郎、竹本昌之
- VTR編集：森上英明（MBS）
- 音効：久保秀夫、中村康治
- 美術：上中普雄（後の木川普雄、MBS）、山口正宗
- タイトル：小谷唯史
- メイク：オフィスサヨコ（現・MORE）
- TK：前田典子
- アシスタントプロデューサー：山田桂子（吉本興業）
- ディレクター：永峰修治（スタッフ21）、西本武・繁澤公・袰川斉（ラ・シック）、田中将徳（MBS）
- 演出：川本勇
- プロデューサー：増谷勝己（MBS）、新田敦生（吉本興業）
- 技術協力：ウエルカム、アイ・ティ・エス、アーチェリープロダクション、戯音工房
- 美術協力：すくらんぶる、ギミック、新光企画
- 制作協力：ラ・シック、スタッフ21、ドゥエンタープライズ、オフィスバックアップ
- 製作著作：毎日放送、吉本興業

### 7時ですよーだ
- 企画：萩原芳樹、増谷勝己、かわら長介、三村景一、大工富明、浜田尊弘、東野ひろあき、岡田公伸、川本勇、西本武（ブーム）、繁澤公（江戸堀本舗）、清水邦孝
- 構成：高須光聖
- TP：白井隆行（MBS）
- TD：前田昌彦
- SW：柚垣竜也
- カメラ：林謙一郎
- TK：前田典子
- VE：藤野毅（MBS）
- AUD：田中徳朗
- 照明：北田研二（MBS）
- 編集：加田晃紀
- 音響効果・MA：久保秀夫、久坂恵紹
- アートプロデューサー：上中普雄（MBS）
- アートディレクター：内田公幸（MBS）
- デザイン：齋藤済子（MBS）
- タイトル：宮本由紀子
- 大道具：廣瀬武彦
- LEDモニター：小林等
- 小道具：水口裕司
- メイク：松村芝麻、坂下愛
- 協力：クラッチ.、オフィス祭、ウエスト、Trash、関西東通、イングス、戯音工房、アーチェリープロダクション、サウンドエースプロダクション、グリーンアート、ステッププラン、MBS企画、高津商会、モア、インターナショナルクリエイティブ
- ナレーター：きしめん
- デスク：西城栄里、伊藤弥生、内村由美
- AP：山本玲子
- AD：山本康太、池田貴彦
- ディレクター：鎌迫敏弘（レジスタx1）、浅田靖、前田大助
- フロアディレクター：菅剛史（ガスコイン・カンパニー）
- チーフディレクター：長尾政彦（MBS）
- 総合演出：林敏博（ビーダッシュ）
- プロデューサー：井口岳洋（MBS）、稲富聡（よしもとクリエイティブ・エージェンシー）
- 制作：田中文夫（MBS）、大﨑洋（吉本興業）
- 制作協力：吉本興業
- 製作著作：毎日放送